# Mark L. Van Name
Mark L. Van Name (* 14. März 1955 in Florida) ist ein US-amerikanischer Science-Fiction-Schriftsteller und Technologieberater. Seit 2009 lebt er in North Carolina.

## Biografie
Van Name gründete 1985 gemeinsam mit John Kessel den Sycamore Hill Writer's Workshop. 1996 verlegten John Kessel, Richard Butner und Van Name eine Anthologie aus Romanen die im Workshop geschrieben wurden. Der Titel lautet Intersections: The Sycamore Hill Anthology und erhielt auch eine Geschichte von Van Name.
Seine erste professionelle Arbeit war 1984 in der Anthologie Isaac Asimov's Tomorrow's Voices die Kurzgeschichte My Sister, My Self. Sein erster Roman One Jump Ahead wurde 2007 von Baen Books veröffentlicht und gewann 2008 den Compton Crook Award als bester Roman. Es war der erste Roman der Jon and Lobo-Serie, dem bis 2012 vier weitere folgten.
Van Name ist seit über 30 Jahren auf dem Gebiet der Informationstechnologie tätig und war zuvor Vice President Product Testing bei Ziff-Davis und schrieb eine große Anzahl an IT-Artikeln für Print- und Online-Medien, wie zum Beispiel Computer Shopper und PC Week. Derzeit ist er CEO des Technologiebewertungsunternehmens Principled Technologies im Research Triangle in North Carolina.

## Auszeichnungen
- 2008: Compton Crook Award als bester Roman für One Jump Ahead

## Bibliografie

### Romane

#### Jon and Lobo
- One Jump Ahead, Baen 2007, ISBN 1-4165-2085-6
- Slanted Jack, Baen 2008, ISBN 978-1-4165-5549-0
- Overthrowing Heaven, Baen 2009, ISBN 978-1-4391-3267-8
- Children No More, Baen 2010, ISBN 978-1-61824-778-0
- No Going Back, Baen 2012, ISBN 978-1-61824-942-5

### Kurzgeschichten
- My Sister, My Self, 1984
- Happy Birthday, 1990 (mit Jack McDevitt)
- TV Time, 1991
- Burning Up, 1991
- Desert Rain, 1991 with Pat Murphy
- Missing Connections, 1996
- Basic Training, 1998
- Boar Lake, 2004
- Broken Bits, 2007
- The Ten Thousand Things, 2007 (mit Pat Murphy)
- Reunion, 2008
- The Long Dark Night of Diego Chan, 2011
- All That's Left, 2015
- Another Solution, 2018

### Herausgegebene Anthologien
- Intersections: The Sycamore Hill Anthology, Tor 1996, ISBN 0-312-86090-0
- Transhuman, Baen 2008, ISBN 978-1-4165-5523-0 (mit T. K. F. Weisskopf)
- The Wild Side, Baen 2011, ISBN 978-1-4391-3456-6
- Onward, Drake!, Baen 2015, ISBN 978-1-4767-8096-2

### Sachbuch
- Windows Performance Secrets, 1998 (mit Richard Butner)